# زیردریایی یو-۸۸۰

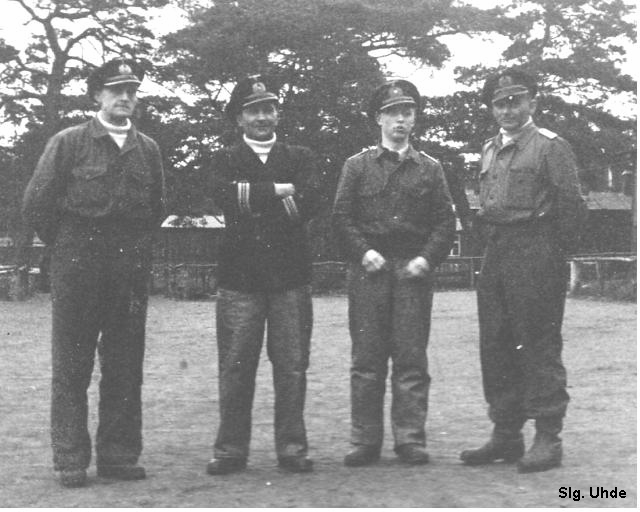
تصویری از خدمه زیردریایی یو-۸۸۰

زیردریایی یو-۸۸۰ (به انگلیسی: German submarine U-880) یک زیردریایی بود که طول آن ۷۶٫۷۶ متر (۲۵۱ فوت ۱۰ اینچ) و ارتفاع آن ۹٫۶ متر (۳۱ فوت ۶ اینچ) بود. این زیردریایی در سال ۱۹۴۴ ساخته شد.